# Homorthodes affurata
Homorthodes affurata är en fjärilsart som beskrevs av George Francis Hampson 1905. Homorthodes affurata ingår i släktet Homorthodes och familjen nattflyn. Inga underarter finns listade i Catalogue of Life.